# Облога Белграда (1456)
Облога Белграда 1456 року — битва між угорськими та османськими військами, що відбулася 4—22 липня 1456 року. Після взяття Константинополя в 1453 році османський султан Мехмед II зібрав сили для підпорядкування Угорського королівства. Безпосередньою метою удару була обрана прикордонна фортеця в Белграді (угор. Nándorfehérvár). Оборону фортеці підготував угорський дворянин і воєвода Янош Гуньяді, який брав участь у численних битвах проти турків.
Облога переросла у велику битву, в ході якої Гуньяді очолив спонтанний контрнаступ і зміг захопити турецький табір. Зазнавши поранення, Мехмед II мусив зняти облогу й відступити. На думку деяких сучасників, облога Белграда вирішила долю християнства.

## Підготовка до бою
Підготовку до облоги угорська сторона розпочала наприкінці 1455 року після примирення Яноша Гуньяді з політичними супротивниками. Гуньяді власним коштом забезпечив белградську фортецю припасами, озброїв її і залишив у ній сильний гарнізон під командуванням свояка Михая Сіладі і старшого сина Ласла, а сам став збирати підкріплення і створювати флот. Гуньяді не підтримувала шляхта, яка побоювалася його посилення, тож він спирався лише на власні ресурси.
Завдяки допомозі католицької церкви і особливо францисканського ченця Івана Капістрана, який проповідував хрестовий похід проти турків, Гуньяді вдалося залучити селян і дрібних землевласників. Вони були погано озброєні (більшість мали тільки пращі та коси), проте сповнені рішучості. Ядро війська Гуньяді становила невелика група найманців і декілька загонів дворянської кінноти. Всього угорцям вдалося зібрати 25—30 тисяч осіб.

## Облога

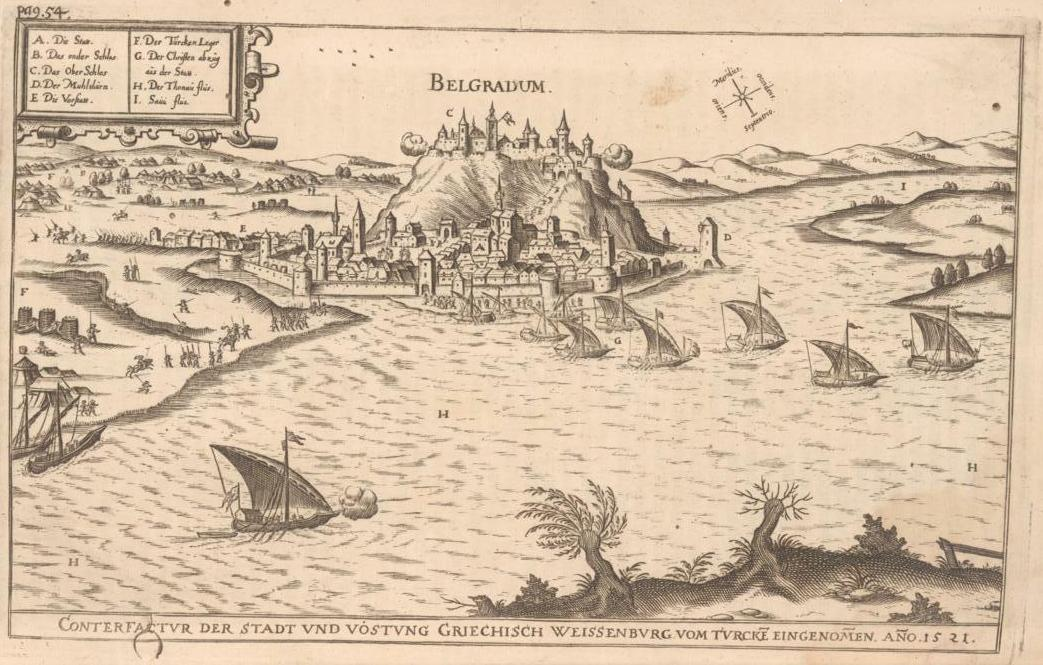
Белградська фортеця за Середньовіччя. Видно верхнє та нижнє місто й палац.

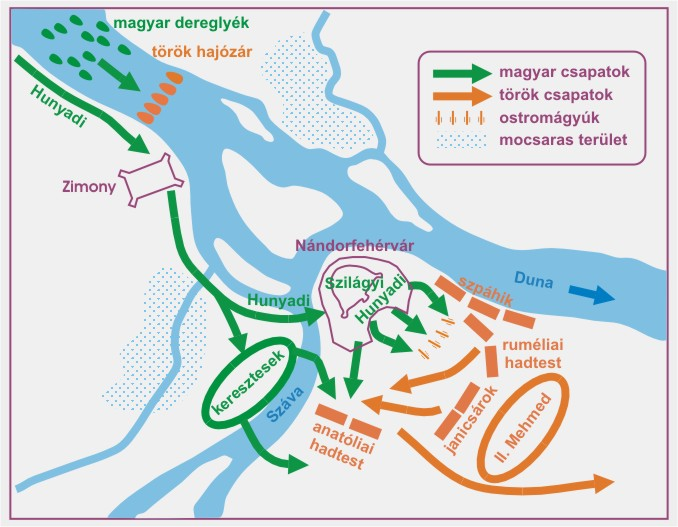
Схема битви. Помаранчевим кольором позначені позиції турецьких військ, зеленим — наступ угорців.

До того як Гуньяді вдалося зібрати військо, армія Мехмеда II (її чисельність за різними оцінками становила 160 тис., а згідно з новими дослідженнями — 60—70 тис. осіб) підійшла до Белграду. Михай Сіладі, що керував обороною замку, мав у своєму розпорядженні 5—7 тис. осіб угорського гарнізону, а також солдатів-сербів. 4 липня 1456 року почалася облога. 29 червня 1456 року турки почали обстрілювати фортецю з підвищення.
Мехмед розділив військо на три частини. Румелійський корпус, що розташовувався на правому фланзі, мав більшу частину з 300 гармат (інші перебували на кораблях). На лівому фланзі розгорнулася важка піхота з Анатолії. У центрі перебувала особиста гвардія султана, яничари під командуванням Заганос-паші і ставка командування. Флот (більш як 200 кораблів) стояв на північний захід від міста: він мав патрулювати драговини й не допустити підходу до фортеці підкріплень, а також контролювати на південному заході річку Саву, щоб запобігти обхід піхоти з флангу. Зі сходу Дунай прикривали сипахи, завданням яких було не допущення обходу турків із правого флангу.

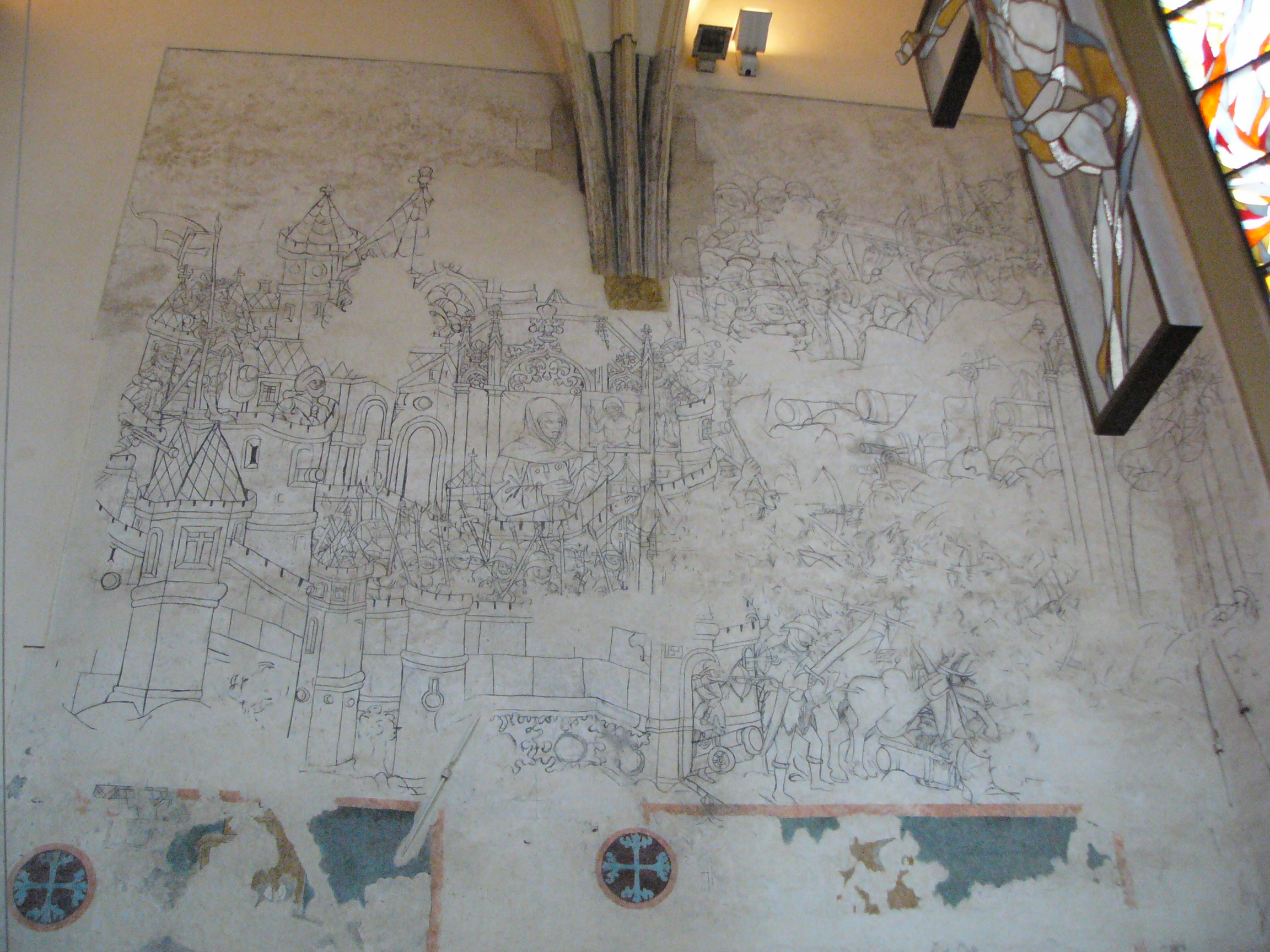
Готична фреска в Церкві Непорочного зачаття Діви Марії в Оломуці (Чехія), створена в 1468 році. Ймовірно, одне з перших зображень битви. У центрі зображено Івана Капістрана, зліва з прапором у руці — Янош Гуньяді.

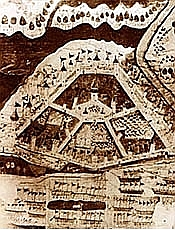
Облога Белграда в 1456 році (з турецького манускрипту XV століття).

Звістка про початок облоги застала Гуньяді на півдні Угорщини, де він набирав легку кавалерію для армії, з допомогою якої збирався зняти облогу. Після з'єднання з силами папського легата кардинала Івана Капістрана, які, головним чином, складалися з селян, Гуньяді вирушив на Белград. Разом, під командуванням Капістрана та Гуньяді перебувало 40-50 тис. осіб.
Нечисленні захисники покладалися, перш за все, на силу белградського замку, що був на той час одним з найкращих на Балканах. Після того як Стефан Лазаревич у 1404 році переніс до Белграда столицю Сербської деспотовини, була проведена велика робота з перетворення невеликого старого візантійського замку на надійне сучасне укріплення. Замок мав три лінії захисту: нижнє місто з кафедральним собором, міським центром та портом на Дунаї, верхнє місто з чотирма воротами і подвійною стіною, в якому розташовувалося військо, а також внутрішній замок з палацом і великим донжоном. Белградський замок став одним із значних досягнень військової архітектури Середньовіччя.
14 липня 1456 року Янош Гуньяді підійшов до повністю оточеного міста зі своєю дунайською флотилією. Того ж дня йому вдалося прорвати морську блокаду, потопивши три великих османських галери і захопивши чотири великих і двадцять малих суден. Знищивши флот султана, Гуньяді отримав можливість переправити війська і поставляти в місто необхідне продовольство. Було посилено захист фортеці.
Однак облогу не зняли. Внаслідок інтенсивного артилерійського обстрілу, що тривав протягом тижня, стіна фортеці була пробита в декількох місцях. 21 липня Мехмед II наказав почати загальний штурм фортеці, який почався із заходом сонця і тривав всю ніч. Наступаюча турецька армія захопила місто і почала штурм фортеці. В критичний момент штурму Гуньяді наказав захисникам скидати підпалені просмолені дерева та інші легкозаймисті матеріали. В результаті яничари, що билися в місті, були відрізані стіною вогню від своїх товаришів, які намагалися пробитися до верхнього міста через проломи в стіні.
Жорстока битва у верхньому місті між оточеними яничарами і солдатами Сіладі закінчилася успіхом християн: угорцям вдалося відкинути нападників від стін. Яничар, що залишалися всередині, знищили, а турецькі війська, які намагалися пробитися до верхнього міста, зазнали важких втрат.
Коли турецьким солдатам майже вдалося поставити прапор султана на вершині бастіону, солдат-серб Тітус Дугович вирвав його і разом з ним стрибнув зі стіни. За цю самопожертву син Яноша Гуньяді, угорський король Матяш Корвін, три роки потому дав його синові Титусу дворянське звання.

## Битва

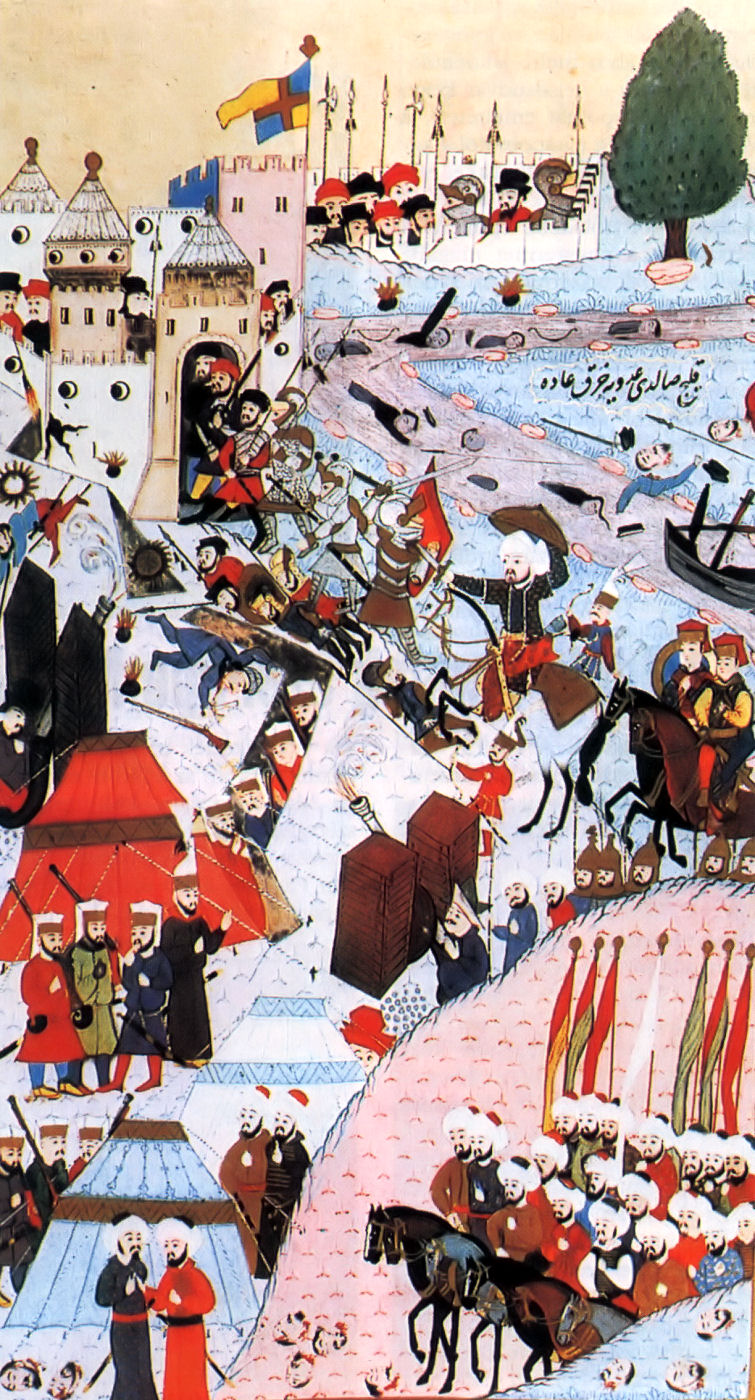
Облога Белграда. Турецька мініатюра 1584 року

Наступного дня битва прийняла несподіваний оборот. Незважаючи на наказ не намагатися грабувати турецькі позиції, частина війська вийшла із-за зруйнованого валу і зайняла позиції уздовж турецької лінії. Спроби сипахів розсіяти їх не увінчалися успіхом. До угорців, що перебували за стіною, почали приєднуватись дедалі нові солдати, й інцидент швидко переріс у повномасштабну битву.
Бачачи, що зупинити людей не вдається, Капістрана на чолі 2-тисячного загону селян почав наступ у тил турецької армії, розташований уздовж Сави. Одночасно Гуньяді почав атаку з фортеці, метою якої було захоплення розміщених у турецькому таборі артилерійських позицій.
Захоплені зненацька і, на думку деяких літописців, паралізовані нез'ясовним страхом, турки почали тікати. Особиста охорона султана, що складалася з приблизно 5 тисяч яничар, відчайдушно намагалася припинити паніку і відбити табір, однак армія Гуньяді вже вступила в бій, і зусилля турків виявилися безуспішними. Султан особисто брав участь у битві й убив у сутичці лицаря, але був поранений стрілою в стегно і знепритомнів.
Після битви угорські частини дістали наказ провести ніч поза стінами в боєготовності, але турецької контратаки не було. Під покровом темряви турки поспішно відступили, везучи 140 возів із пораненими. Султан прийшов до тями в місті Сарона. Дізнавшись, що його армія втекла, більшість командирів убито, а все майно втрачено, 24-річний правитель хотів отруїтися. Несподівана атака угорців призвела до безладу й тяжких втрат, тому тієї ночі переможений Мехмед відступив з рештою війська до Константинополя.

## Після битви

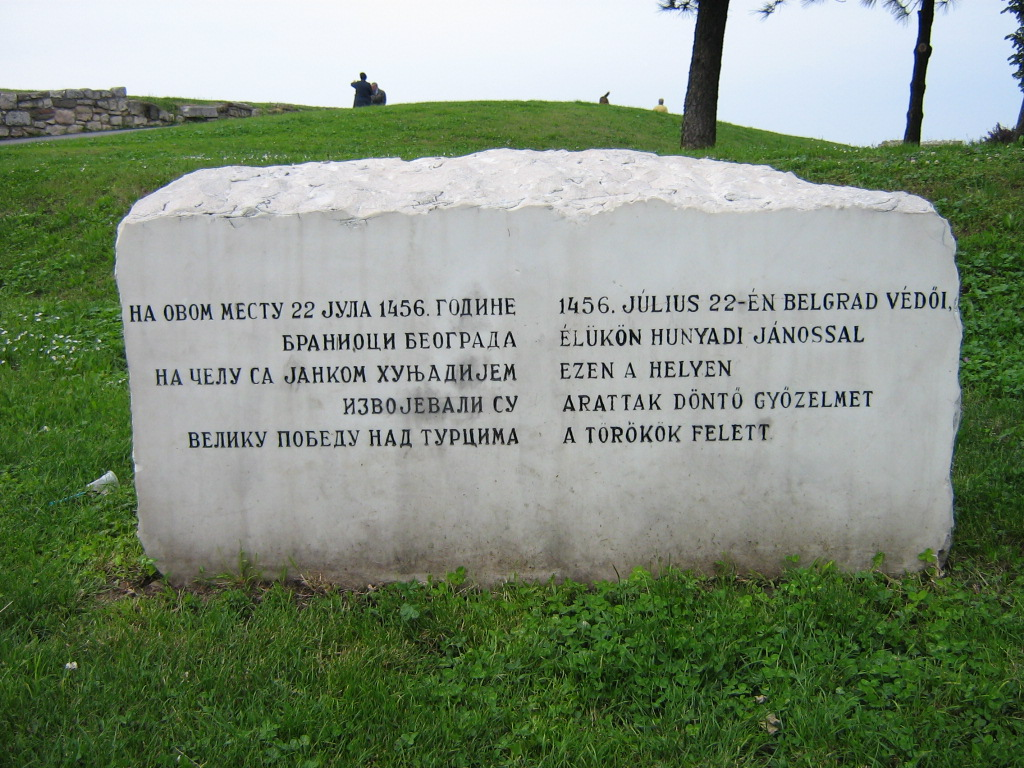
Камінь в белградському парку Калемегдан з пам'ятним написом про перемогу над турками у 1456 році.

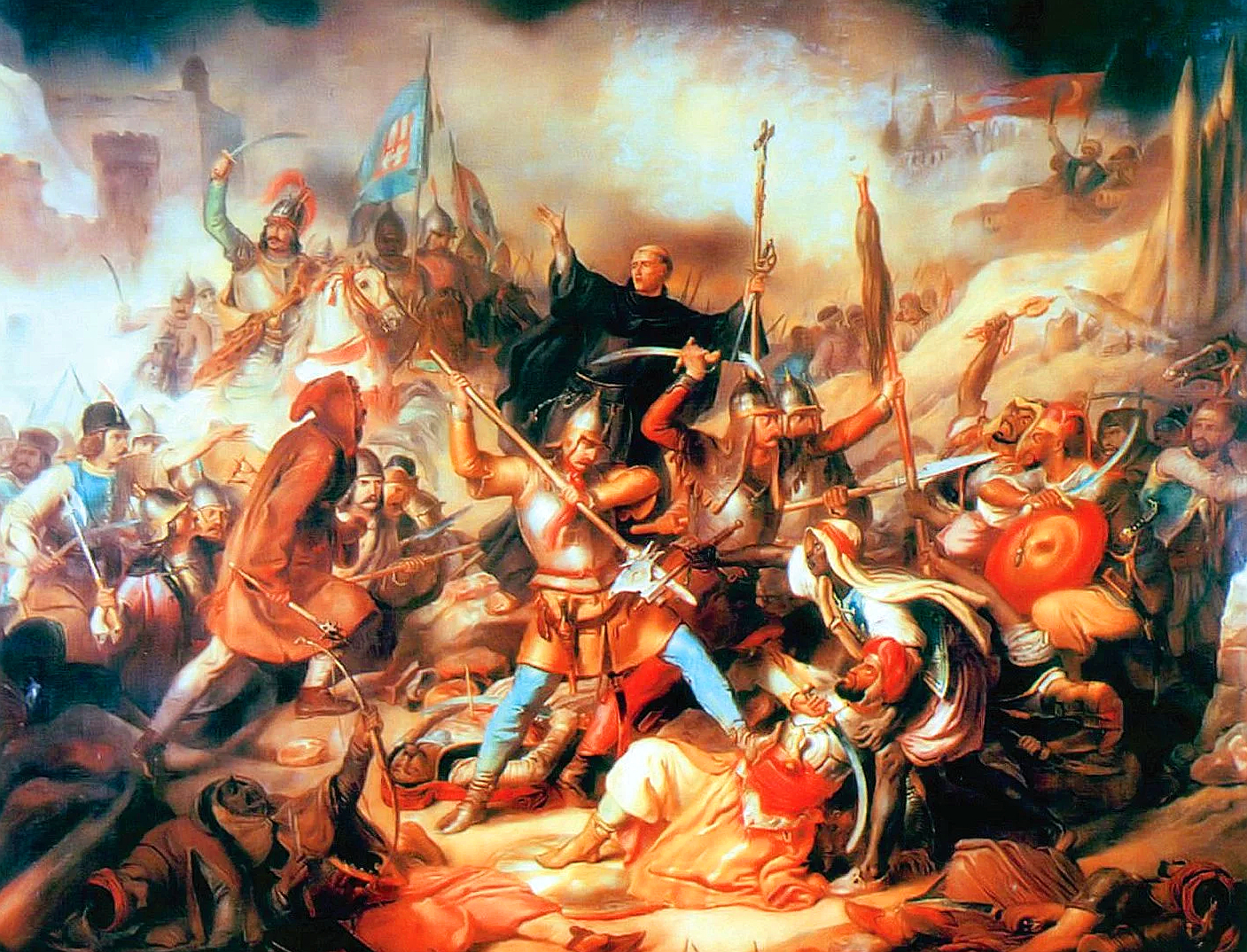
Белградська битва (угорська картина XIX століття). В середині з хрестом у руці — Іван Капістрана.

Після битви табір угорців вразила епідемія, від якої через три тижні (11 серпня 1456 року) помер сам Янош Гуньяді. Він був похований в кафедральному соборі міста Алба-Юлія, столиці Трансильванії.
Белградська фортеця добре показала себе під час облоги, тому угорці здійснили додаткові укріплення: у слабких східних стінах, через які туркам вдалося пробитися до верхнього міста, були побудовані Зіндан-ворота та артилерійська вежа Небойші. Це була остання велика модифікація фортеці до 1521 року, коли вона була захоплена султаном Сулейманом I Пишним.
Під час облоги Папа римський Калікст III наказав опівдні бити у дзвони, закликаючи віруючих до молитви за захисників християнства. Однак у багатьох місцях звістку про перемогу отримали раніше, і дзвони били вже на знак про перемогу, тому інтерпретація папського розпорядження була скорегована. Традиція бити у дзвони опівдні зберігається по цей час.

## Значення
Перемога під Белградом на 70 років зупинила наступ турків на Європу, незважаючи на ряд вторгнень, зокрема, захоплення Отранто в 1480—1481 роках і напад на Хорватію і Штирію в 1493 році. Белградська фортеця продовжувала захищати Угорщину від турків аж до її взяття в 1521 році.
Подальше просування турків до Європи затрималося через посилення Угорщини за сина Гуньяді Матяша Корвіна, необхідності створити надійну базу в недавно захоплених Сербії та Боснії, а також у результаті серії поразок, завданих Мегмеду II його васалами — господарем Валахії Владом III Дракулою (у «нічній атаці») і господарем Молдавського князівства Штефаном III Великим (битви на Васлуе та біля Валя Албе).
У той же час християнам не вдалося розвинути успіх і повернути Константинополь. Король Угорщини Матяш I не був прихильником великої війни з Туреччиною і займався лише захистом власних володінь. Велика частина Угорщини була зайнята турками в 1526 році після битви при Могачі.
Османська експансія до Європи тривала зі змінним успіхом до облоги Відня у 1529 році. Турки залишалися значною силою і погрожували Центральній Європі аж до битви під Віднем у 1683 році.